# Rajd Złote Piaski 1981
Rajd Bułgarii 1981 (12. Rally Zlatni Piassatzi - Albena 1981) – 12. edycja rajdu samochodowego Rajd Bułgarii rozgrywanego w Bułgarii. Rozgrywany był od 9 do 11 maja 1981 roku. Była to dwudziesta runda Rajdowych Mistrzostw Europy w roku 1981 (rajd miał współczynnik – 2) oraz druga runda Rajdowego Pucharu Pokoju i Przyjaźni w roku 1981.

## Klasyfikacja rajdu
| Miejsce                      | Kierowca                     | Pilot                        | Samochód                     | Czas                         | Strata                       |                              |
| Klasyfikacja generalna i ERC | Klasyfikacja generalna i ERC | Klasyfikacja generalna i ERC | Klasyfikacja generalna i ERC | Klasyfikacja generalna i ERC | Klasyfikacja generalna i ERC | Klasyfikacja generalna i ERC |
| ---------------------------- | ---------------------------- | ---------------------------- | ---------------------------- | ---------------------------- | ---------------------------- | ---------------------------- |
| 1.                           | Adartico Vudafieri           | Arnaldo Bernacchini          | Fiat 131 Abarth              | 5:49:24                      | 0.0                          |                              |
| 2.                           | Attila Ferjáncz              | János Tandari                | Renault 5 Turbo              | 5:54:10                      | +4:46                        |                              |
| 3.                           | Andrea Zanussi               | Maurizio Perissinot          | Fiat 131 Abarth              | 5:57:51                      | +8:27                        |                              |
| 4.                           | Błażej Krupa                 | Piotr Mystkowski             | Renault 5 Turbo              | 6:00:37                      | +11:13                       |                              |
| 5.                           | Svatopluk Kvaizar            | Jiří Kotek                   | Škoda 130 RS                 | 6:06:08                      | +16:44                       |                              |
| 6.                           | Ivan Nikolov                 | Boncho Dunev                 | Fiat 131 Abarth              | 6:06:16                      | +16:52                       |                              |
| 7.                           | Stasys Brundza               | Anatoliy Brum                | Lada 1600                    | 6:14:53                      | +25:29                       |                              |
| 8.                           | Stoyan Kolev                 | Boyko Ignatov                | Renault 5 Alpine             | 6:18:48                      | +29:24                       |                              |
| 9.                           | Andrzej Radecki              | Romuald Zbigniew Kabulski    | FSO Polonez 2000             | 6:21:50                      | +32:26                       |                              |
| 10.                          | Georgi Petrov                | Ivan Gospodino               | Lada 1600                    | 6:37:35                      | +48:11                       |                              |
| Klasyfikacja CoPaF           |                              |                              |                              |                              |                              |                              |
| 1.                           | Svatopluk Kvaizar            | Jiří Kotek                   | Škoda 130 RS                 | 6:06:08                      | 0,0                          |                              |
| 2.                           | Stasys Brundza               | Anatoliy Brum                | Lada 1600                    | 6:14:53                      | +8:45                        |                              |
| 3.                           | Stoyan Kolev                 | Boyko Ignatov                | Renault 5 Alpine             | 6:18:48                      | +12:40                       |                              |
| 4.                           | Andrzej Radecki              | Romuald Zbigniew Kabulski    | FSO Polonez 2000             | 6:21:50                      | +15:42                       |                              |
| 5.                           | Georgi Petrov                | Ivan Gospodino               | Lada 1600                    | 6:37:35                      | +31:27                       |                              |